# Пустинна роза (растение)
Пустинна роза (Adenium obesum) е вид цъфтящо растение от семейство Apocynaceae, родом от регионите на Сахел, на юг от Сахара (от Мавритания и Сенегал до Судан) и тропическа и субтропична източна и южна Африка и Арабия. Среща се и под имената Sabi star, kudu, mock azalea и impala lily.

## Галерия
- Цъфтеж
- Цветове и листа
- Плодове
- Adenium obesum
- Семена